# Анджелони, Франческо
Франческо Анджелони (итал. Francesco Angeloni; 1559, Терни, Умбрия — 29 ноября 1652, Рим) — итальянский писатель
, антиквар, историк и коллекционер.

## Биография
Обучался в университете Перуджи, затем переехал в Рим, где служил секретарём кардинала Ипполито Альдобрандини, позже Папы Римского Климента VIII.

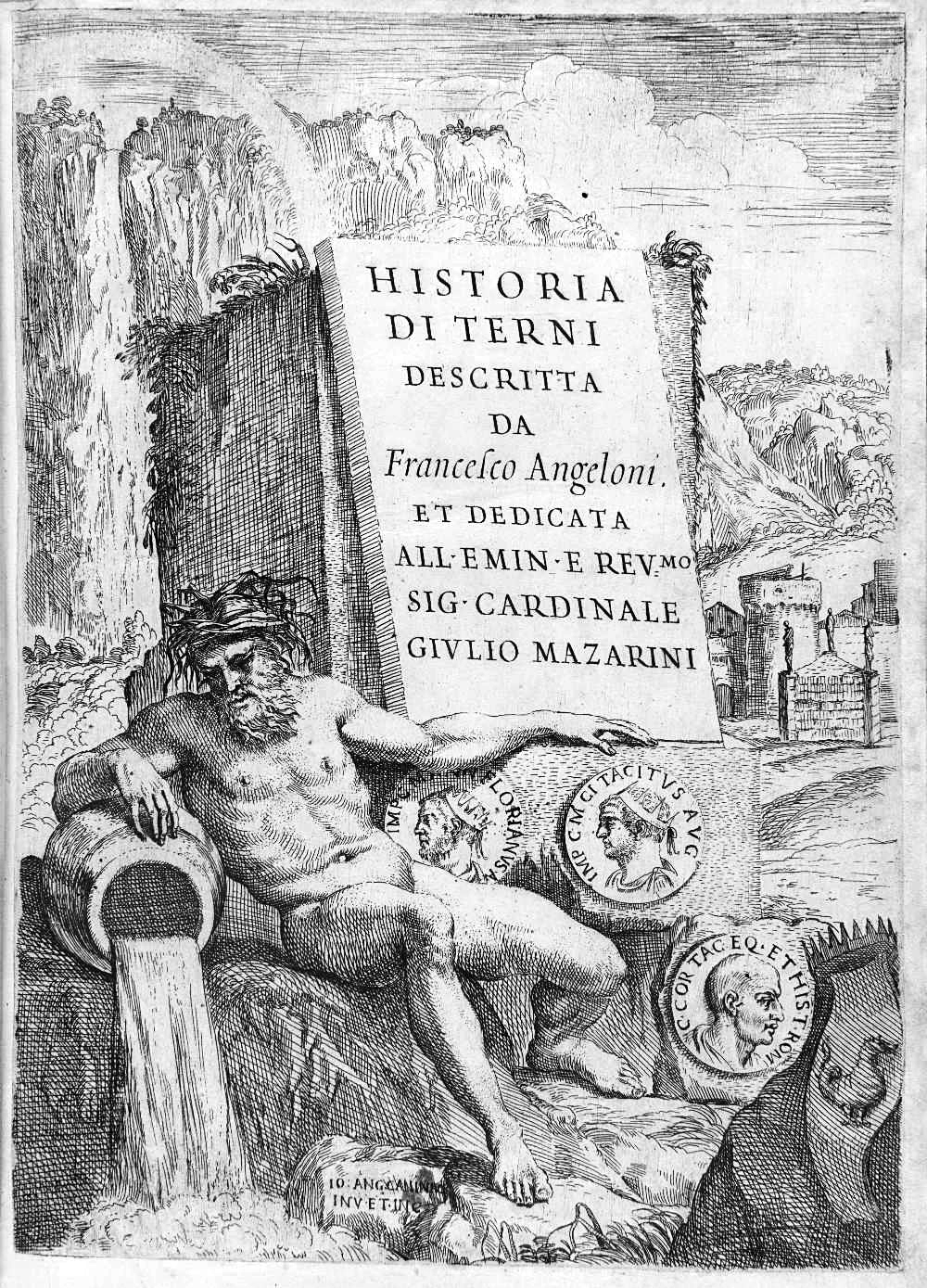
Фронтиспис «Истории Терни» («Storia di Terni», 1646)

Анджелони посвятил бо́льшую часть своей жизни, коллекционированию старинных монет, медальонов, книг, картин и археологических артефактов. Его коллекции были большими и разнообразными, включали в себя около 600 рисунков его друга Аннибале Карраччи, большую библиотеку и разнообразные антикварные предметы.
Стал известен в Европе благодаря публикации в 1641 году своего издания «Истории Августов» («Historia Augusta»), истории древнего Рима со времен Юлия Цезаря до Константина Великого, проиллюстрировав труд античными монетами того времени: «Historia Augusta da Giulio Cesare infino a Costantino il Magno illustrata con la verità delle antiche medaglie» (1641, второе издание, отредактированное Беллори в 1685 г.).
Ф. Анджелони — автор комедии, «38 новелл» и «Истории Терни» («Storia di Terni», 1646).
В своём римском доме воспитывал племянника Джованни Пьетро Беллори, художника, антиквара, теоретика искусства, известного биографа итальянских художников XVII века, которому оставил свои коллекции.